# Digital Reality
A Digital Reality a második legrégebben alapított magyar játékfejlesztő és -kiadó. 1991-ben alakult, Amnesty Design néven. Leghíresebb játékuk az Imperium Galactica II. A cég a Docler Holding csoport tagja volt.

## Története
A Digital Reality Magyarország második legrégebbi játékfejlesztő cége, 1991-ben alapították Amnesty Design néven. Első játékuk a Reunion nevű űrstratégia volt 1994-ben. Ezt követően, 1997-ben lett a cég neve Digital Reality, majd még ebben az évben kiadták a nagy sikerű Imperium Galactica nevű űrstratégiát. Ezt 1999-ben követte a folytatás, amely világhírűvé tette a csapatot. 2001-ben a Haegemonia: Az Univerzum Légiói-t, majd az első valós idejű stratégiai játékukat 2002-ben adták ki Platoon néven. A Haegenomia kiegészítőjét, a Solon hagyatékot 2003-ban adták ki. 2004-ben jelent meg az Afrika Korps vs. Desert Rats, illetve a D-Day című stratégiai játékuk is.
2006-ban a CDV Software-rel közös leányvállalatot alapítottak Whiz Software néven. Ugyanebben az évben a War on Terror érkezett, 2007-ben pedig a War Front: Turning Point jelent meg.
2009 elején Gattyán György cégcsoportja, a Docler Holding megvásárolta a fejlesztőstúdiót. 2010. július 14-én bejelentették a Nadirim című ingyenes, böngészőből futtatható MMORPG játékot, melynek fejlesztését azonban 2010 végén a cégből kivált (szintén Docler-leányvállalat) Twisted Tribe csapata vette át. Ugyanebben az évben indították el kiadói leányvállalatukat Digital Reality Publishing néven.
Ugyancsak 2010-ben jelentették be együttműködésüket a japán Grasshopper Manufacture-rel. Első közös projektjük, a 2012 márciusában megjelent Sine Mora című shoot ’em up-juk pozitív fogadtatásban részesült. 2012 májusában jelent meg a Bang Bang Racing nevű versenyjátékuk, melyet 2012 decemberében a Grasshopper-rel újabb közös projektjük, a Black Knight Sword című akciójáték követett.
2013 februárjában bejelentették az Imperium Galactica Online fejlesztését, valamint kiadtak egy Imperium Galactica: Stargazer nevű demót, ami az újonnan fejlesztett Stargazer motor képességeit mutatta be. Ugyanezen év júliusában elterjedt a hír, hogy a stúdió pénzügyi okokból megszűnik. Ezt a vállalat közleményben cáfolta, ellenben megerősítették az IG Online fejlesztésének leállítását, valamint azt, hogy a fejlesztőcsapat tagjai a Docler más cégeihez kerülnek át.
A vállalat az IG Online fejlesztésének 2013-as leállítása óta nem hallat magáról, weboldaluk megszűnt, és a cégből kiváló munkatársak megalapították a Prior Gamest (a Sine Mora fejlesztőcsapata) és a Pocket Scientists-et (az Imperium Galactica sorozat fejlesztőcsapata). 2016 februárjában a Nordic Games felvásárolta a Digital Reality legtöbb játékának, így köztük az Imperium Galactica és a Sine Mora jogtulajdonát is. Maga a cég 2020-ban szűnt meg beolvadással.

## Digital Reality által készített és kiadott játékok
- 1994 – Reunion (Grand Slam, Amiga/PC)
- 1997 – Imperium Galactica (GT Interactive, PC)
- 1999 – Imperium Galactica II: Alliances (GT Interactive, PC, 2012 – iPad)
- 2001 – Baby Felix Shufﬂe Puck (LSP, PC)
- 2001 – DinosaurʼUS (LSP, PC)
- 2002 – Extreme Ghostbusters (LSP, PC)
- 2002 – Robin Hood Tournament (LSP, PC)
- 2002 – Platoon (Strategy First, PC)
- 2002 – Papyrus (LSP, PC)
- 2002 – Haegemonia: Az Univerzum Légiói (Dreamcatcher Interactive, PC)
- 2003 – Haegemonia: A Solon hagyaték (Wanadoo, PC)
- 2004 – Afrika Korps vs. Desert Rats (Monte Cristo, PC)
- 2004 – D-Day (Monte Cristo, PC)
- 2006 – War on Terror (Deep Silver, PC)
- 2007 – War Front: Turning Point (CDV Software, PC)
- 2010 – Scarabeus: Pearls of Nile (DR Publishing, iPhone)
- 2010 – Liberty Wings (DR Publishing, iPhone)
- 2011 – Dead Block (Candygun Games, DR Publishing, X360, PS3, PC)
- 2011 – SkyDrift (DR Publishing, X360, PS3, PC)
- 2012 – Sine Mora (A Digital Reality és a Grasshopper Manufacture közös fejlesztése, PS3, X360, PS Vita, PC)
- 2012 – Black Knight Sword (A Digital Reality és a Grasshopper Manufacture közös fejlesztése, PS3, X360)
- 2012 – Bang Bang Racing (A Digital Reality és a Playbox közös fejlesztése, Android, PS3, X360, PC)

## Érdekességek
- Ugyan a Digital Reality játékait külföldön nem, de Magyarországon mindig önmaga terjeszti. Így lehetséges, hogy minden általuk fejlesztett játék magyar nyelven is kiadásra került, némelyikben magyar szinkron is található.
- Az Afrika Korps vs. Desert Rats volt az első olyan játék, amely mindenre kiható dinamikus árnyékolást használt.
- A War Front után a Field Ops-ot kezdték el fejleszteni, ám ezt végül nem tudták befejezni, pedig ez a játék lett volna az első FPS-RTS hibrid.[11] Végül ugyanezzel a motorral szintén magyarok összehozták a rendkívül rövid játékidővel, számtalan programhibával sújtott és a kritikusok által porig alázott Raven Squad: Operation Hidden Dagger című remeket, így végül meglett az első FPS-RTS hibrid.